# جهاز المراقبة المستمرة للغلوكوز

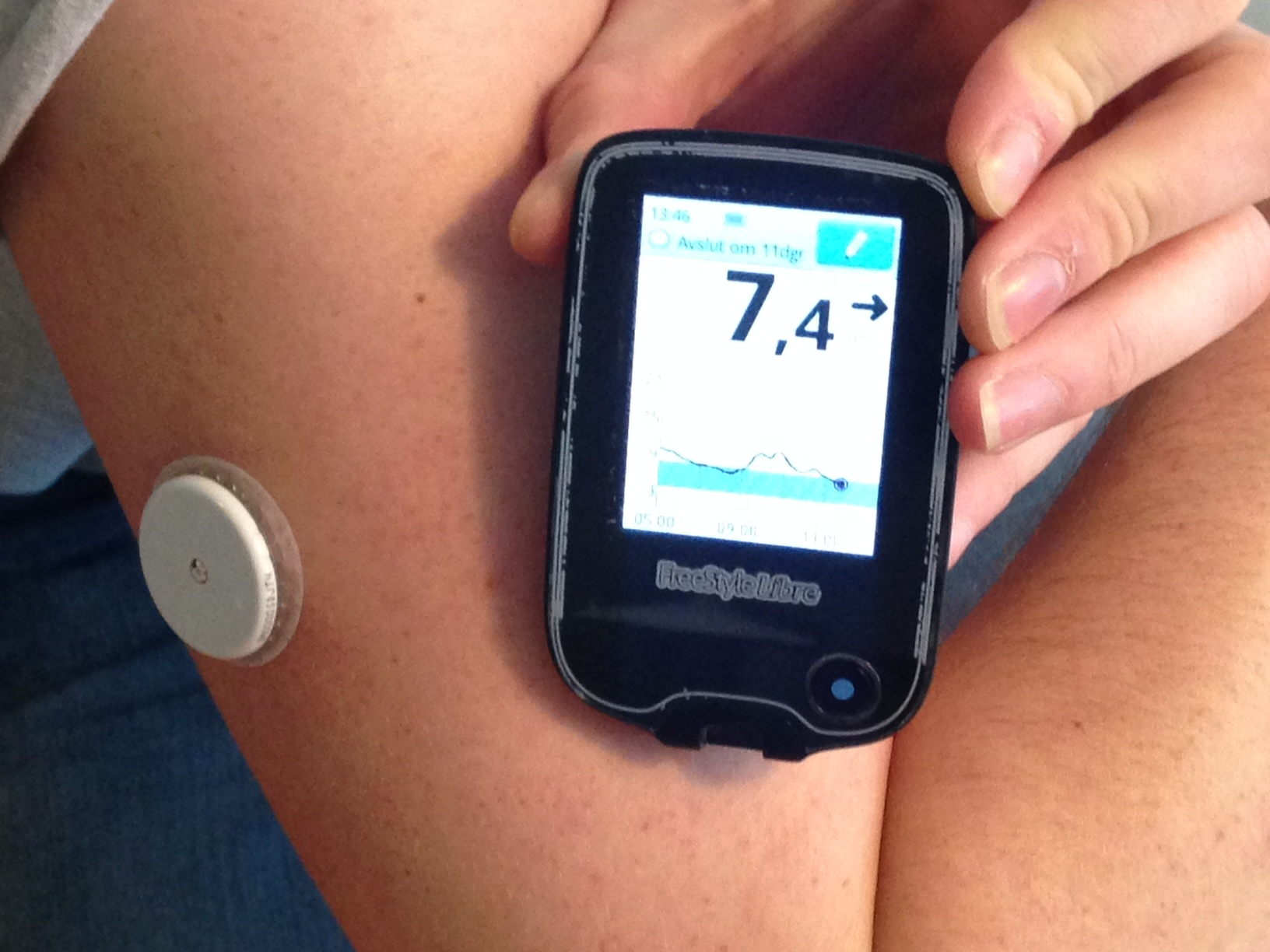

جهاز المراقبة المستمرة للغلوكوز هو جهاز يُستخدم لمراقبة مستوى الغلوكوز في الدم بشكل مستمر لدى مرضى الداء السكري من النمطين الأول والثاني. يأخذ هذا الجهاز قراءات بفواصل زمنية ثابتة من خلال قطب كهربائي موضوع تحت الجلد ومثبت في مكانه بواسطة مادة لاصقة. يرسل جهاز إرسال مرتبط بالقطب الكهربائي البيانات إلى جهاز استقبال منفصل.
تفيد طريقة أخذ قيمة سكر الدم عن طريق جهاز وخز الإصبع في تحديد قيمة الغلوكوز في الدم عند لحظة زمنية محددة. أما استخدام جهاز المراقبة المستمر للغلوكوز (سي جي إم) فيسمح بتحديد نمط تبدلات غلوكوز الدم مع الوقت. يجب على مستخدمي هذه الأجهزة معايرتها مع قياسات غلوكوز الدم التقليدية.
أحد سلبيات نظام سي جي إم هي أن مستويات الغلوكوز تُعاير في السائل الخلالي (السائل خارج الخلايا) وليس في الدم. بما أن الغلوكوز يحتاج إلى وقت أطول للخروج من الدوران الدموي إلى السائل الخلوي، يوجد تأخير ضمني بين قيمة غلوكوز الدم لدى الشخص وبين تلك التي يقيسها الجهاز، وتتراوح مدة التأخير بين خمس دقائق و20 دقيقة.

## التاريخ

### الولايات المتحدة
وافقت إدارة الغذاء والدواء الأمريكية (إف دي إيه) على استخدام أول نظام سي جي إم عام 1999. أدى التطور المستمر لهذه الأجهزة إلى تمديد مدة استخدام حساسات الوقت وزيادة خيارات إرسال وتلقي البيانات، إضافة إلى وضع نظام طوارئ ينبه المريض لدى ارتفاع أو انخفاض قيمة الغلوكوز.
أخذ الإصدار الأول من ميدترونيك مينيميد قيمًا للغلوكوز كل عشر ثوان وأصدر قيمة وسطية كل خمس دقائق. كانت الحساسات قابلة للارتداء حتى 72 ساعة.
حصل نظام ثانٍ طورته شركة ديكسكوم على الترخيص عام 2006. كان الحساس قابلًا للارتداء حتى 72 ساعة، أما المستقبل فكان من المفترض وجوده على مسافة خمسة أقدام حتى تُنقل البيانات.
في عام 2008، حصل نموذج ثالث على الترخيص طورته مختبرات أبوت. كانت الحساسات قابلة للارتداء لمدة تصل إلى خمسة أيام.
في عام 2012، أصدرت شركة ديكسكوم جهازًا جديدًا سمح بارتداء الحساس لمدة سبعة أيام متواصلة ووصل مدى البث الخاص به إلى عشرين قدمًا. أطلقت ديكسكوم لاحقًا تطبيقًا يسمح بإرسال البيانات الصادرة عن الحساس إلى جهاز آي فون. حصل هذا الجهاز على الموافقة للاستخدام على الأطفال عام 2015.
في سبتمبر من عام 2017، وافقت إدارة الغذاء والدواء على استخدام أول جهاز سي جي إم لا يحتاج إلى المعايرة مع قياسات وخز الإصبع، ودُعي باسم فريستايل ليبري. يمكن ارتداء الجهاز حتى عشرة أيام بشكل متواصل لكه احتاج إلى 12 ساعة حتى البدء بقراءة القيم. تلته نسخة محدثة قابلة للارتداء حتى 14 يومًا، واحتاجت إلى ساعة واحدة فقط قبل البدء بحساس جديد. حصل جهاز فريستايل ليبري 2 على الترخيص للاستخدام في أوروبا في أكتوبر عام 2018، وسمح بتهيئة إنذارات عندما تضطرب قيمة الغلوكوز وتخرج عن الحد الطبيعي.
في يونيو من عام 2018، وافقت إدارة الغذاء والدواء على نظام إيفرسينس سي جي إم للاستخدام على مرضى الداء السكري ذوي الـ18 سنة أو أكبر. كان هذا أول جهاز سي جي إم توافق عليه إف دي إيه متضمنًا حساسًا قابلًا للزرع تحت الجلد بشكل كامل لمراقبة الغلوكوز، والذي يمكن ارتداؤه لمدة 90 يومًا. حصل جهاز إيفرسينس إكس إل، وهو نسخة من النظام ذاته معدة للاستخدام لمدة 180 يومًا، على ترخيص الاستخدام في أوروبا في أكتوبر من عام 2017.

## مواصفات الجهاز
- المراقبة المستمرة أو المراقبة من خلال ومضات: تستخدم أجهزة ديكسكوم وإيفرسينس نظام المراقبة المستمرة حيث تُحدث معلومات مستويات السكر بشكل مستمر. تسمح المراقبة المستمرة بتحديد تنبيهات تلقائية عندما تضطرب قيم الغلوكوز وتخرج عن العتبات المسموح بها. على النقيض من ذلك وفي نظام المراقبة من خلال ومضات كما في فريستايل ليبري، يقرأ الحساس قيمة الغلوكوز بشكل تلقائي، لكن البيانات لا تُرسل إلى المستخدم إلا عند الطلب. تحتوي وحدة تخزين المعلومات في الجهاز على البيانات المسجلة منذ القراءة السابقة (لمدة تصل إلى ثمان ساعات). يسمح جهاز فريستايل ليبري 2 بتحديد إنذارات عندما تصل قيمة الغلوكوز إلى حد معين يمكن تحديده لدى كل مريض.

بينما يسمح جهاز ايفرسينس بتوفير تنبيهات اهتزازية على الجسم عندما تتقلب مستويات الجلوكوز في الدم، حتى عندما يكون الجهاز المحمول المعد لقراءة النتائج بعيدا 
- الحساس الداخلي أو الحساس الخارجي: تستخدم ديكسكوم وفريستايل ليبري حساسات خارجية في حين تستخدم إيفرسينس حساسات داخلية، لكن في هذه الحالة يجب وضع جهاز إرسال على الجلد فوق مكان وضع الحساس.

## نظام الدارة المغلقة
يعتبر جهاز سي جي إم عنصرًا أساسيًا في تطوير نظام «دارة مغلقة» لعلاج الداء السكري من النمط الأول. يتضمن نظام الدارة المغلقة مراقبة الغلوكوز بشكل مستمر من خلال جهاز سي جي إم وإرسال البيانات إلى مضخة إنسولين من أجل إيصال الإنسولين بجرعة محسوبة دون تدخل المستخدم في العملية. تقدم بعض مضخات الإنسولين المتوفرة حاليًا خيار «الوضع التلقائي» لكنها لم تتمكن بعد من إنشاء نظام دار مغلقة بالكامل. توجد بعض التطبيقات مفتوحة المصدر المستخدمة في هذا المجال، منها نظام البنكرياس الصنعي وحملة نحن لا ننتظر (WeAreNotWaiting).